# مريمة الجديدة (حضرموت)
مريمة الجديدة هي إحدى قرى الجمهورية اليمنية. تتبع جغرافيا لمحافظة حضرموت و إداريًا لمديرية سيئون. يبلغ تعداد سكانها 4074 نسمة حسب الإحصاء الذي أجري عام 2004.